# 별빛로
별빛로(Byeolbit-ro)는 대한민국의 경상북도 영천시 화북면에서 시작하여, 자양면을 거쳐 연결하는 도로이다.

## 노선 경로
| 이름           | 접속 노선                        | 소재지 | 비고 |
| -------------- | -------------------------------- | ------ | ---- |
| (이름 없음)    | 국도 제35호선 천문로             | 화북면 |      |
| 황계교(고현천) |                                  | 화북면 |      |
| 보현교(하거천) |                                  | 자양면 |      |
| 충효삼거리     | 국가지원지방도 제69호선 (포은로) | 자양면 |      |

## 같이 보기
- 보현산
- 보현산천문대